# اشو، واریک‌شر
اشو، واریک‌شر (به انگلیسی: Ashow) یک روستا و محله مدنی در بریتانیا است که در واریک واقع شده‌است. اشو ۱۰۸ نفر جمعیت دارد.